# Gunung Kapaj
Gunung Kapaj är ett berg i Indonesien.   Det ligger i provinsen Aceh, i den västra delen av landet, 1 600 km nordväst om huvudstaden Jakarta. Toppen på Gunung Kapaj är 624 meter över havet, eller 302 meter över den omgivande terrängen. Bredden vid basen är 5,8 km.
Terrängen runt Gunung Kapaj är huvudsakligen kuperad, men norrut är den platt.Runt Gunung Kapaj är det mycket glesbefolkat, med 2 invånare per kvadratkilometer. I omgivningarna runt Gunung Kapaj växer i huvudsak städsegrön lövskog.